# Temporena whartoni
Temporena whartoni är en snäckart som först beskrevs av Cox 1871.  Temporena whartoni ingår i släktet Temporena och familjen Camaenidae. Inga underarter finns listade i Catalogue of Life.